# 基隆臨港線

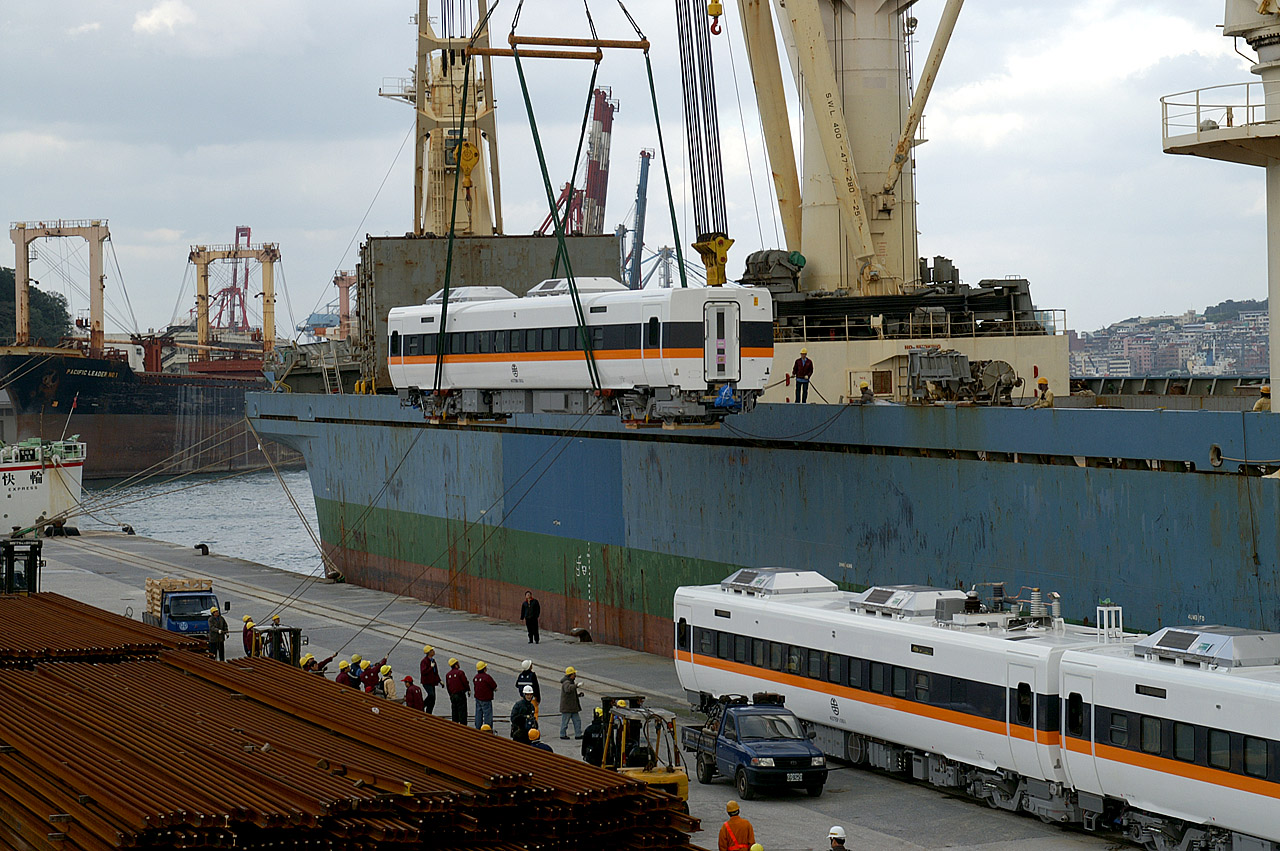
太魯閣號列車於基隆港碼頭卸船

基隆臨港線是臺灣鐵路管理局（略稱臺鐵或臺鐵局，現改制為臺灣鐵路公司）經營的鐵路貨運支線系統，原在基隆港西岸有多條路線，目前已全線廢止。

## 簡介

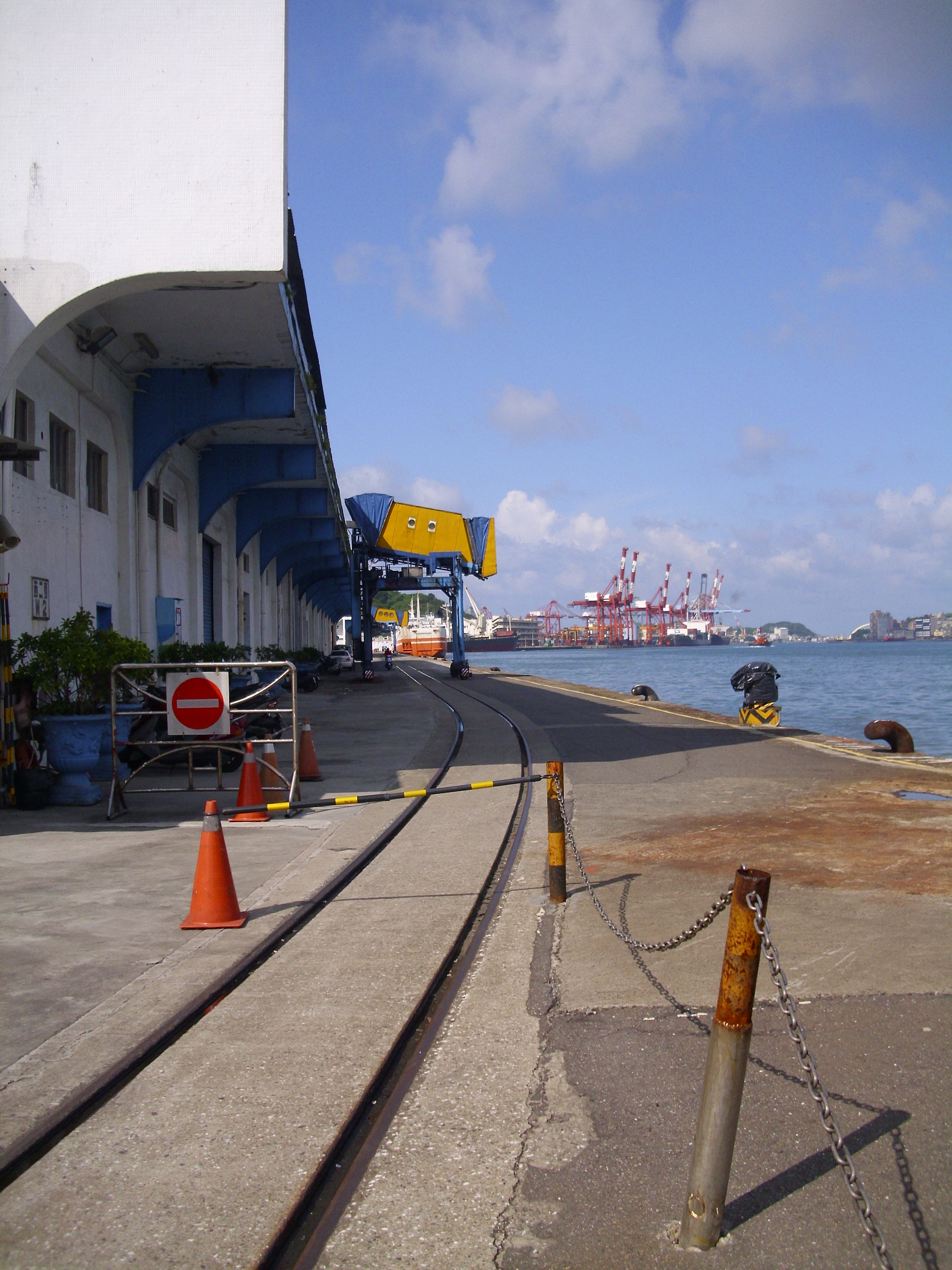
連接西4碼頭的基隆臨港線

基隆臨港線自基隆車站起，以港區西岸為主，曾有多條分歧路線，例：基隆外港特種碼頭聯絡線、台肥支線等，台肥支線分歧處有座仙洞調車場。從牛稠港通往外港的復興隧道，更曾經是擁有臺鐵罕見C型路權的鐵公路共用隧道，最北終點位於西32及西33碼頭的光華塔旁。
2003年12月3日開出最後一班車，同年12月4日基隆港西6碼頭以後的路線一併停用（含復興隧道），西岸碼頭線僅留前一小段作電車調車用。
2011年9月，配合交通部鐵路改建工程局的「基隆火車站都市更新站區遷移計畫」，基隆車站調車場部分及西岸碼頭線前段全數拆除，僅剩連接西4碼頭路線，多數臺鐵新車皆從此處下船。
2015年6月29日，基隆車站新站啟用，原本僅存連接西4碼頭的路線同時廢除，至此基隆臨港線正式走入歷史。

## 路線資料
- 經營管轄：臺灣鐵路管理局
- 路線距離：基隆＝西4碼頭 (2015年)
- 軌距：1,067 毫米
- 車站數：1（含起訖車站）
- 開業時間： 1891年
- 雙線區間：無，全線單線
- 電化區間：無

## 運行形態
目前已廢線。

## 使用車輛
- 台鐵R100型柴電機車
- 台鐵R20型柴電機車
- 台鐵S400型柴電機車